# Evropský hokejový pohár 1985/1986
21. ročník hokejového turnaje European Cupu. Vítězem turnaje se stala CSKA Moskva.

## 1. kolo
- Durham Wasps (Velká Británie) - HK Jesenice (Jugoslávie) 6:7, 3:8
- Deko Builders Amsterdam (Nizozemsko) - Slavia Sofija (Bulharsko) 10:1, 8:1

## 2. kolo
- SC Dynamo Berlin (NDR) - Újpesti Dózsa (Maďarsko) 11:1, 8:1 (obě utkání v Berlíně)
- HC Saint-Gervais (Francie) - GKS Zagłębie Sosnowiec (Polsko) 5:3, 3:3 (obě utkání v Saint-Gervais)
- HK Jesenice - HC Davos (Švýcarsko) 5:8, 2:9
- HC Bolzano (Itálie) - CHH Txuri Urdiñ San Sebastian (Španělsko) 18:0, 5:1
- Deko Builders Amsterdam - Klagenfurter AC (Rakousko) 2:4, 5:9

## 3. kolo
- HC Bolzano - CSKA Moskva (SSSR) 1:11, 2:11 (druhé utkání ve Feltre (Itálie))
- Klagenfurter AC - ASD Dukla Jihlava (Československo) 1:4 (0:2,0:1,1:1) 6. února 1986 (obě utkání v Klagenfurtu)
- Klagenfurter AC - ASD Dukla Jihlava 2:10 (1:4,0:4,1:2) 7. února
- HC Davos - Södertälje SK (Švédsko) 5:9, 5:9 (druhé utkání v Zürichu (SUI))
- SC Dynamo Berlin - SB Rosenheim (NSR) 1:3, 4:3
- HC Saint-Gervais - Ilves Tampere (Finsko) Ilves Tampere odstoupili

## Finále
(24. - 30. srpna 1986 v Rosenheimu)
- 1. CSKA Moskva - 8 bodů
- 2. Södertälje SK - 6 bodů
- 3. SB Rosenheim - 4 body
- 4. ASD Dukla Jihlava - 2 body
- 5. Saint-Gervais - 0 bodů

## Utkání Jihlavy ve finálové skupině
- Saint-Gervais - ASD Dukla Jihlava 2:10 (1:4,0:5,1:1) 24. srpna
- SB Rosenheim - ASD Dukla Jihlava 6:4 (1:0,4:2,1:2) 27. srpna
- ASD Dukla Jihlava - CSKA Moskva 3:9 (1:2,2:5,0:2) 29. srpna
- ASD Dukla Jihlava - Södertälje SK 4:5 (1:2,2:1,1:2) 30. srpna